# Oponice
Oponice és un poble i municipi d'Eslovàquia que es troba a la regió de Nitra, al sud-oest del país. El 2011 tenia 879 habitants.

## Història
La primera menció escrita de la vila es remunta al 1218.

## Demografia
| Godina             | 1994 | 2004    | 2014   | 2024   |
| ------------------ | ---- | ------- | ------ | ------ |
| Nombre de persones | 832  | 917     | 830    | 834    |
| Diferència         |      | +10,21% | −9,48% | +0,48% |

| Godina             | 2023 | 2024   |
| ------------------ | ---- | ------ |
| Nombre de persones | 832  | 834    |
| Diferència         |      | +0,24% |